# نقص تعداد الإناث في آسيا
| دول يزيد تعداد الإناث فيها عن تعداد الذكور دول يتساوى فيها تقريبا تعداد الذكور والإناث دول يزيد فيها تعداد الذكور عن تعداد الإناث لا توجد بيانات |

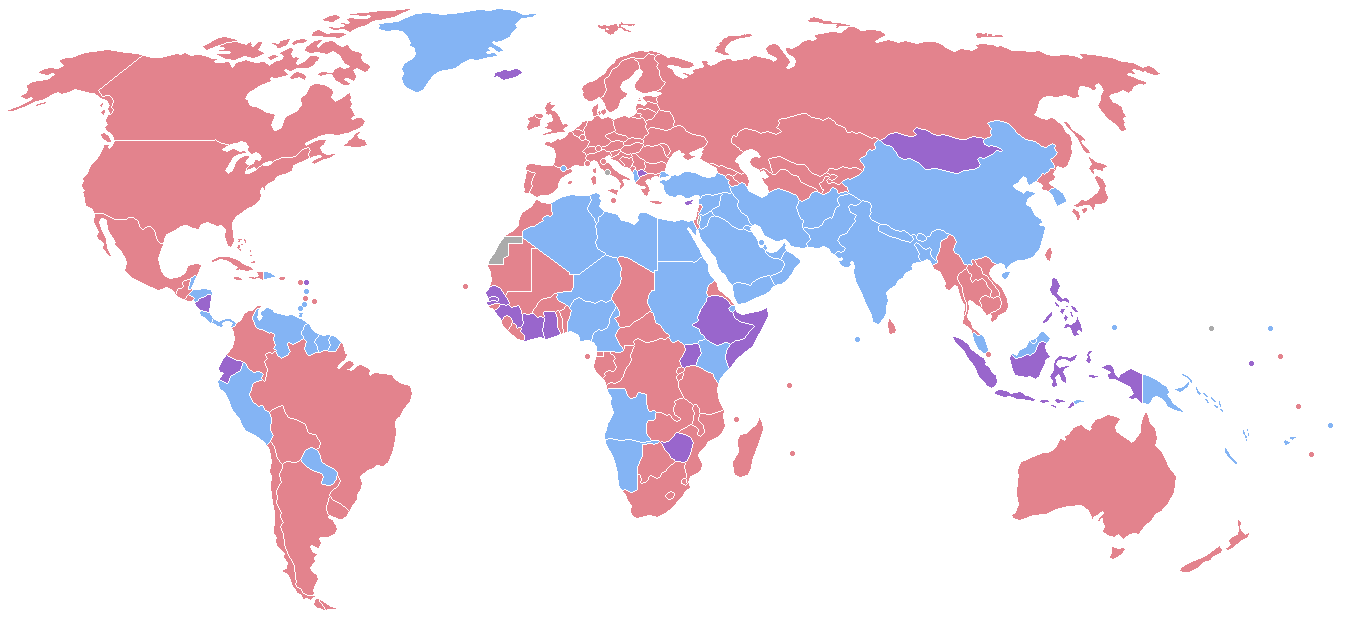
خريطة توضح تعداد الذكور والإناث بحسب البلد.

يعود مصطلح نقص تعداد الإناث في آسيا إلى نقص الأعداد الحقيقية للإناث مقارنة بالعدد المتوقع في حالة عدم وجود وقائع إجهاض أجنة بناءً على الجنس أو وأد البنات أو في حالة تلقي حديثي الولادة من الإناث مستوى رعاية طبية وتغذية مساوية لما يتلقاه أقرانهم من الذكور.
وقد لوحظت هذه الظاهرة لأول مرة بواسطة الفيلسوف والاقتصادي الهندي الحاصل على جائزة نوبل أمارتيا سن في مقاله عام 1990 في نيويورك ريفيو أوف بوكس المطبوعة الهامة التي تصدر كل أسبوعين في الولايات المتحدة الأمريكية. وطبقًا لحسابات (صن) فإن أكثر من 100 مليون فتاة كان مقدرًا لها أن تأتي للحياة لولا وجود الإجهاض بسبب الجنس بشكل قانوني بدءًا من عام 1970 بالإضافة إلى جرائم وأد البنات ونقص الرعاية الطبية والتغذية، وأن هذا العدد من الإناث يمكن أعتباره «إناثًا في عداد المفقودين».
وتوجد هذه الظاهرة أيضًا في الجاليات من الصين والهند التي تسكن الولايات المتحدة الأمريكية ولكن بنسب أقل بكثير عنها في آسيا. كما يظهر تراجع في أعداد المواليد من الإناث في دول ما بعد الاتحاد السوفيتي بعد ثورات 1989.
وقد ناقش بعض علماء الاقتصاد نضرية (صن) ومنهم العالمة الأمريكية (إيميلي أوستر) والتي قالت بأن تراجع أعداد الإناث يرجع إلى الانتشار العالي لفيروس التهاب الكبدي الوبائي ب، بينما أفادت أبحاثها الحديثة بأن هذا السبب يفسر جزء بسيط جدا من النسب الحقيقية للتراجع في أعداد الإناث. وبذلك تبقى نظرية (صن) هي الأكثر قبولًا.

## المشكلة ومعدلات الانتشار
طبقًا لنظرية(صن) فإن تعداد الإناث في معظم دول العالم يفوق تعداد الذكور، ففيأوروبا ودول أمريكا الشمالية تصل نسبة الذكور إلى الإناث 0.98 إلى 1.هذا يتعارض مع البحوث التي توضح أن الإناث لديها معدلات بقاء على قيد الحياة أفضل من الذكور، وبالنظر إلى نفس القدر من الرعاية الغذائية والطبية.
وفي الصين تساوي نسبة الذكور إلى الإناث 1.06 إلى 1 وذلك حسب احصائيات ما بعد عام 1985 وانتشار تكنولوجيا الأشعة الفوق صوتية التي يمكن بها التعرف على جنس الجنين داخل الرحم وبالتالي التحكم في اختيار استكمال الحمل أو إنهاؤه حسب جنس المولود  ". وبهذه الأرقام نستنتج أن في الصين وحدها ما يقرب من 50 مليون أنثى في عداد المفقودين.وطبقا لـ(صن) فإن هذه الأرقام تخبرنا ببشاعة عدم المساواة بين الجنسين مما أدى إلى إهمال أحدهما وارتفاع تعداد ضحاياه.

## الأسباب

### حسب نظرية (صن)
يرجع (صن) الفجوة بين تعداد الجنسين في الهند والصين وكوريا إلى نقص الرعاية الطبية والتغذية المقدمة للإناث بعكس الذكور، والسبب في ذلك هو العادات والتقاليد المتباينة من دولة لأخرى والتي تتفق فيما بينها جميعًا على تفضيل الذكور على الإناث.
ويستطرد (صن)  أن توزيع المهام الأسرية بين الذكور والإناث من شأنها أن تؤثر على قدرة كل جنس على التعايش خارج علاقة الأسرة ، فبينما يحصل الذكر على وظيفة امتلاك الأرض والغذاء، تحصل الأنثى على دور البقاء في المنزل ورعاية الأبناء مما يجعل من عملها يبدو بمظهر العمل المكمل لمجهود الذكر وأعماله الضخمة وليس بشكل عمل مستقل ذو نفع حقيقي، ويقلل من قدرتها التفاوضية ودورها في توزيع الممتلكات بالإضافة إلى تضاؤل فرصها في العمل أو كسب الرزق في حالة فشل العلاقة الأسرية، ويخلق شعورًا بدونية المرأة وعدم استحقاقها للرعاية والتغذية بنفس القدر الذي يستحقه الذكر.
وعندنا تصبح الأنثى أكثر قدرة على الإنتاج فإن فرص الإقبال على إنجاب إناث قد تزداد  ، ففي دراسة أجريت عام 2008 لوحظ تراجع معدلات المواليد من الذكور بنسبة 1.2% وذلك بالتزامن مع ارتفاع مساهمات الإناث في الدخل الاقتصادي للمنزل بنسبة 10%.
لاحقًا وفي عام 2001 قام (صن) بتعديل نظريته طبقًا للتعداد الحديث للسكان في الهند، حيث لاحظ (صن) أنه بتوفر فرص تعليم وزيادة الدخل المادي للأناث ازداد وعيهم وإقبالهم على استخدام تكنولوجيا الكشف عن جنس الجنين داخل الرحم بواسطة الأشعة فوق الصوتية، مما رفع من معدلات الإجهاض على أساس الجنس وبالتالي زاد من اتساع الفجوة بين تعداد الجنسين فيما أسماه (صن) بالتمييز على أساس الجنس باستخدام التكنولوجيا.

### التوقعات خارج منطقة جنوب آسيا
ولا يسود هذا النمط في جميع الدول المتخلفة ، ففي منطقة جنوب الصحراء الكبرى بأفريقيا تزداد أعداد الإناث عن الذكور وتساوي نسبة الإناث إلى الذكور 1.02 ، ويرجع ذلك لقدرة المرأة في هذه المنطقة إلى كسب الرزق من عملها خارج المنزل وبالتالي اكتسابها للقوة التفاوضية الكافية للتحكم في اختيار جنس المواليد داخل المنزل. ويأمل (صن) أن تنزاح وصمة العار عن المواليد الإناث باكتساب المرأة لبعض حقوقها في التعليم والعمل.